# Musikjahr 1902
Liste der Musikjahre

◄◄ | ◄ | 1898 | 1899 | 1900 | 1901 | Musikjahr 1902 | 1903 | 1904 | 1905 | 1906 | ► | ►►

Weitere Ereignisse
Dieser Artikel behandelt das Musikjahr 1902.

## Ereignisse
- 20. Januar: Das Königliche Hoftheater in Stuttgart brennt nieder.

## Instrumentalmusik
- 25. Januar: In St. Petersburg wird Alexander Skrjabins 2. Sinfonie uraufgeführt.
- 27. Januar: Der Konzertwalzer Gold und Silber op. 79 von Franz Léhar wird uraufgeführt.
- 08. März: Die Sinfonie Nr. 2 in D-Dur von Jean Sibelius wird mit dem Komponisten als Dirigent in Helsinki uraufgeführt.
- 18. März: Uraufführung des Streichsextetts Verklärte Nacht von Arnold Schönberg in Wien.
- 05. April: Uraufführung des Klavierstücks Jeux d’Eau von Maurice Ravel
- 09. Juni: Uraufführung der 3. Sinfonie von Gustav Mahler in Krefeld
- 23. Oktober: Uraufführung der Irischen Rhapsodie Nr. 1 op. 78 von Charles Villiers Stanford
- Summer Landscape, Klavierlied von Frederick Delius. Genaues Datum unbekannt
- Le chant d’apothéose für Solostimmen, Chor und Orchester von Gustave Charpentier. Text: Saint-Georges de Bouhélier. Aufgeführt zum 100. Geburtstag Victor Hugos.
- Jaro (Frühling) – Fünf Stücke op. 22a von Josef Suk
- Letní dojmy (Sommer-Impressionen) – Drei Stücke op. 22 b von Josef Suk.
- Ballade F-Dur op. 78 von Alexander Konstantinowitsch Glasunow
- Franz Lehár: Gold und Silber, op. 79. Walzer für Orchester
- Louis Vierne: Orgelsinfonie Nr. 2 e-moll op. 20

## Musiktheater

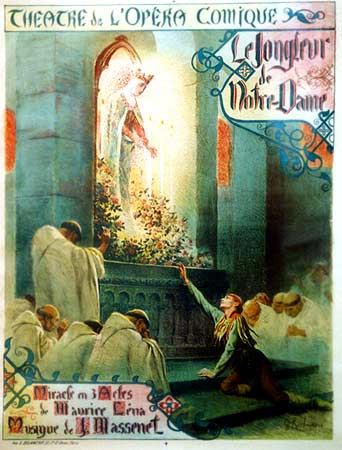
Jules Massenet – Le Jongleur de Notre-Dame – Poster der Uraufführung

- 17. Januar: Die Uraufführung der Oper Les Guelfes von Benjamin Godard erfolgt am Théâtre des Arts in Rouen.

- 18. Februar: Uraufführung der Oper Le jongleur de Notre-Dame von Jules Massenet in der Opéra de Monaco in Monte Carlo.
- 26. Februar: Die Uraufführung der Oper Der Improvisator von Eugen d’Albert erfolgt in der Königlichen Oper in Berlin.
- 31. März: Uraufführung der Operette Lysistrata von Paul Lincke in Berlin
- 09. April: Die Oper Der Wald der britischen Komponistin Ethel Smyth wird an der Hofoper Berlin uraufgeführt.
- 30. April: Die Uraufführung des lyrischen Dramas Pelléas et Mélisande von Claude Debussy auf eine Adaption des gleichnamigen Schauspiels von Maurice Maeterlinck findet an der Opéra-Comique in Paris statt.
- 06. Oktober: Die Uraufführung der Oper Das war ich! von Leo Blech findet an der Dresdner Hofoper statt. Das Libretto stammt von Richard Batka unter Verwendung des gleichnamigen Schauspiels von Johann Hutt.
- 14. Oktober Uraufführung der Oper Servilia von Nikolai Rimski-Korsakow nach einem Drama von Lew Alexandrowitsch Mei in St. Petersburg
- 06. November: Das Drama Adriana Lecouvreur von Francesco Cilea wird am Teatro Lirico in Mailand uraufgeführt.
- 21. November: Uraufführung der Operette Wiener Frauen von Franz Lehár am Theater an der Wien in Wien
- 28. November: Uraufführung der Oper Saul und David von Carl Nielsen in Kopenhagen
- 16. Dezember: Uraufführung der Oper Götz von Berlichingen von Karl Goldmark an der Nationaloper in Budapest
- 20. Dezember: Am Carltheater in Wien findet die Uraufführung der Operette Der Rastelbinder von Franz Lehár statt. Das Libretto stammt von Victor Léon.
- 25. Dezember: Uraufführung der Oper Kaschtschei der Unsterbliche (Orig.: Kaschtschei bessmertny) von Nikolai Rimski-Korsakow an der Solodownikow-Privatoper in Moskau
- Uraufführung des Balletts Die Perle von Iberien von Joseph Hellmesberger junior
- Uraufführung der Operette Das Baby von Richard Heuberger
- Uraufführung von Nakiris Hochzeit, oder: Der Stern von Siam, Operette von Paul Lincke in Berlin (genaues Datum unbekannt)
- Uraufführung der Operette Der Fremdenführer von Carl Michael Ziehrer in Wien.

## Geboren

### Januar bis März
- 02. Januar: Cayetano Puglisi, argentinischer Tangogeiger, Bandleader und Komponist italienischer Herkunft († 1968)
- 09. Januar: Rudolf Bing, Sänger und Leiter der Metropolitan Opera in New York († 1997)
- 11. Januar: Evelyn Dove, britische Sängerin, Pianistin und Schauspielerin († 1987)

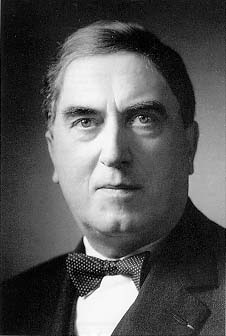
Maurice Duruflé; * 11. Januar

- 11. Januar: Maurice Duruflé, französischer Komponist († 1986)
- 22. Januar: Edvard Fendler, deutscher Dirigent († 1987)
- 27. Januar: Ginette Martenot, französische Pianistin, Ondes-Martenot-Spielerin und Musikpädagogin († 1996)
- 29. Januar: Hayes McMullan, US-amerikanischer Delta-Blues-Sänger, Gitarrist und Songwriter († 1986)
- 02. Februar: Elie Spivak, kanadischer Geiger und Musikpädagoge († 1960)
- 03. Februar: Alejandro Muñoz Ciudad Real, salvadorianischer Dirigent und Musikpädagoge († 1991)
- 12. Februar: Will Glahé, deutscher Akkordeonist, Komponist und Bandleader († 1989)
- 22. Februar: Józef Chwedczuk, polnischer Organist und Musikpädagoge († 1979)
- 24. Februar: Don Law, britisch-amerikanischer Musikproduzent († 1982)
- 27. Februar: Michał Wiłkomirski, polnischer Geiger, Bratschist und Musikpädagoge († 1989)
- 14. März: Theodor Karl Lieven, deutscher Autor und Komponist († 1983)
- 17. März: Odarka Bandriwska, ukrainische Sängerin und Pianistin († 1981)
- 21. März: Son House, US-amerikanischer Blues-Musiker († 1988)
- 23. März: Roman Jurjew-Lunz, sowjetischer Schauspieler und Estradakünstler († 1985)
- 28. März: Paul Godwin, deutsch-niederländischer Violinist und Orchesterleiter († 1982)
- 29. März: Mario Rossi, italienischer Dirigent († 1992)
- 29. März: Sir William Walton, englischer Komponist und Dirigent († 1983)
- 30. März: Ted Heath, britischer Posaunist und Bandleader († 1969)

### April bis Juni
- 04. April: Charles Goulet, kanadischer Sänger und Chorleiter († 1972)
- 07. April: Karl Pilss, österreichischer Pianist und Komponist († 1979)
- 10. April: Harry Mortimer, britischer Komponist und Dirigent († 1992)
- 14. April: Fritz Domina, deutscher Pianist, Arrangeur und Filmkomponist († 1975)
- 24. April: Herbert Jäger, deutscher Pianist († 1958)
- 30. April: André-François Marescotti, Schweizer Komponist, Organist, Chorleiter und Musikpädagoge († 1995)
- 09. Mai: Juan Santiago Garrido, chilenischer Komponist und Musikwissenschaftler († 1994)
- 14. Mai: Allen Irvine McHose, US-amerikanischer Musikwissenschaftler, -pädagoge und Organist († 1986)

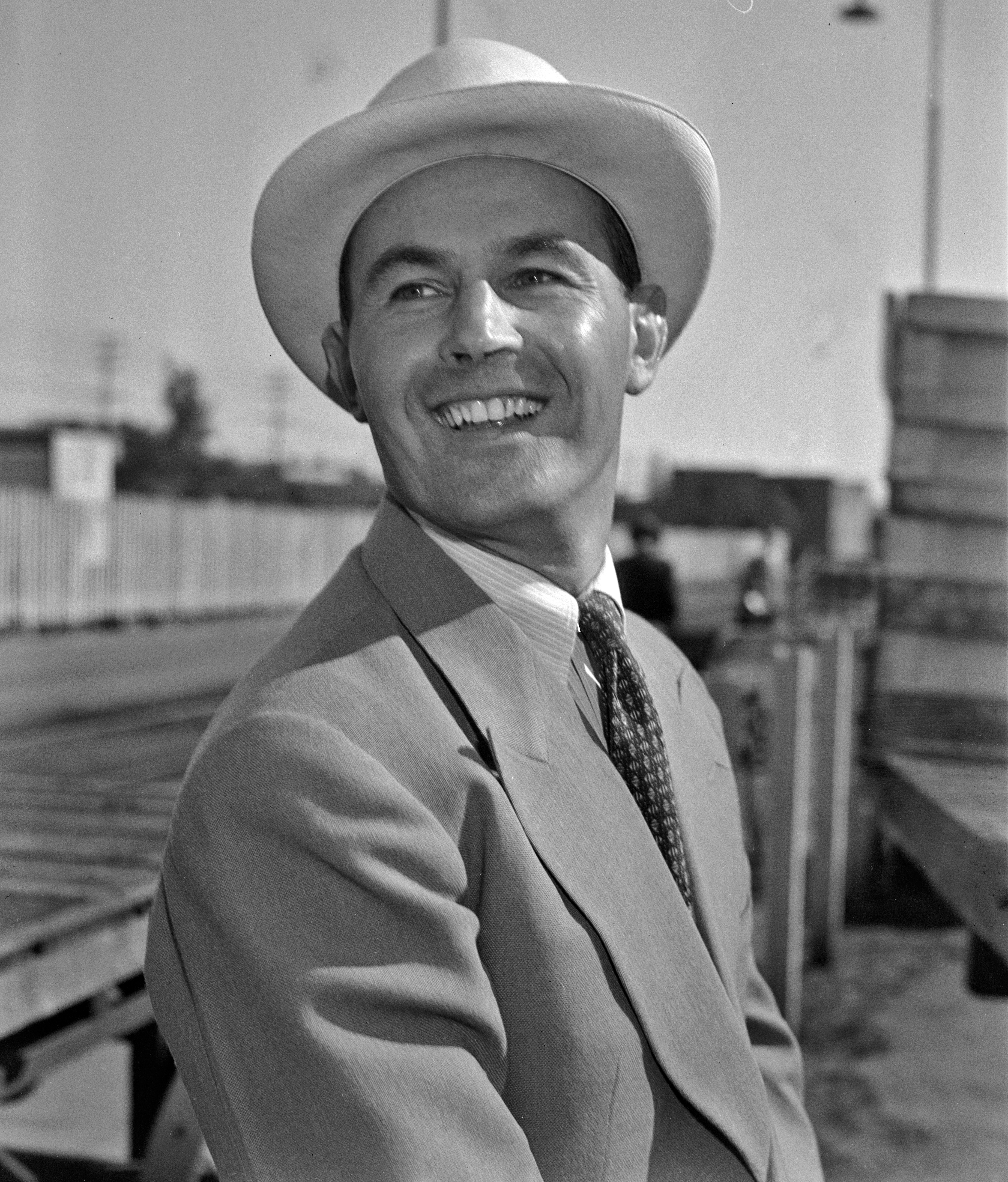
Jan Kiepura; * 16. Mai

- 16. Mai: Jan Kiepura, polnischer Tenor († 1966)
- 17. Mai: Fausto Cleva, US-amerikanischer Dirigent († 1971)
- 19. Mai: Bruno Aulich, deutscher Musikwissenschaftler, Musikschriftsteller, Komponist und Dirigent († 1987)
- 23. Mai: Mark Lothar, deutscher Komponist († 1985)
- 24. Mai: Susano Polanco, dominikanischer Tenor († 1991)
- 02. Juni: Ruth Eloise Abbott, US-amerikanische Komponistin († 1996)
- 03. Juni: Harry Isaacs, englischer Pianist und Musikpädagoge († 1973)
- 04. Juni: Ferdinand Rauter, österreichischer Pianist, Dirigent und Pädagoge († 1987)
- 05. Juni: Robert Biberti, deutscher Sänger († 1985)
- 06. Juni: Jimmie Lunceford, US-amerikanischer Jazzmusiker († 1947)
- 11. Juni: Pedro Biava Ramponi, kolumbianischer Komponist († 1972)
- 11. Juni: Wissarion Schebalin, russischer Komponist († 1963)
- 14. Juni: Maurici Serrahima i Bofill, katalanischer Schriftsteller und Politiker († 1979)
- 15. Juni: Max Rudolf, deutsch-amerikanischer Dirigent († 1995)
- 17. Juni: Sammy Fain, US-amerikanischer Musical- und Filmkomponist († 1989)
- 20. Juni: Roberto Fugazot, uruguayischer Schauspieler, Tangosänger und -komponist († 1971)
- 21. Juni: Skip James, US-amerikanischer Bluessänger, -gitarrist und -pianist († 1969)
- 26. Juni: Antonia Brico, US-amerikanische Dirigentin († 1989)
- 27. Juni: Georg Malmstén, finnischer Sänger, Musiker, Komponist, Orchesterleiter und Schauspieler († 1981)

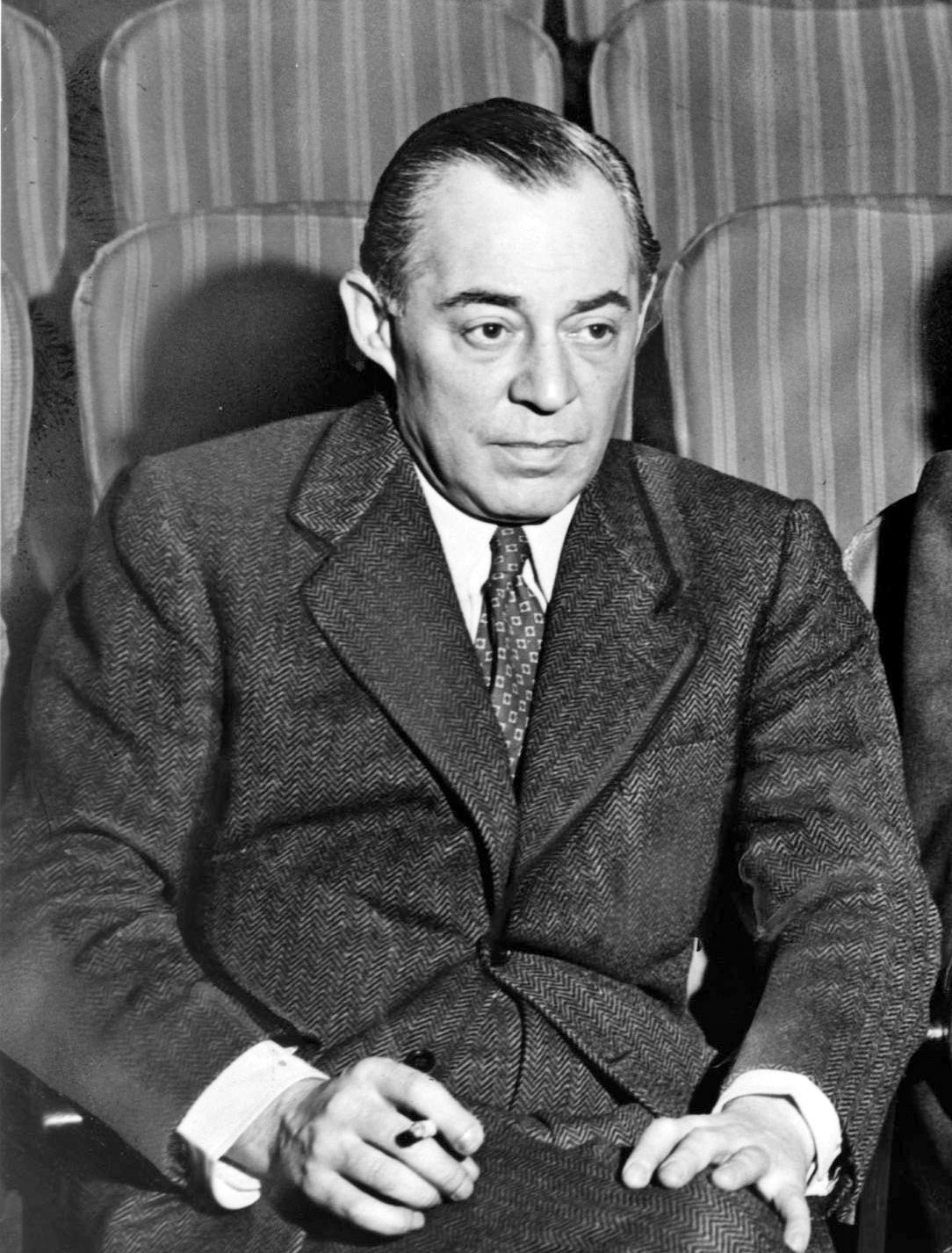
Richard Rodgers; * 28. Juni

- 28. Juni: Richard Rodgers, US-amerikanischer Musical-Komponist († 1979)
- 28. Juni: Joe Smith, US-amerikanischer Jazz-Trompeter († 1937)

### Juli bis September
- 05. Juli: Miguelito García, kubanischer Sänger († 1993)
- 05. Juli: Hilde Singenstreu, deutsche Sängerin († 1988)
- 08. Juli: Hans Theodor David, deutsch-amerikanischer Musikwissenschaftler († 1967)
- 11. Juli: Karl Fodermair, Instrumentenbauer und Leiter diverser Chöre und Orchester († 1986)
- 16. Juli: Stefan Herman, polnischer Geiger und Musikpädagoge († 1981)
- 20. Juli: Jimmy Kennedy, nordirischer Liedtexter († 1984)
- 20. Juli: Roberto Zerrillo, uruguayischer Tangogeiger, Bandleader und Komponist († 1955)
- 22. Juli: Mimi Balkanska, bulgarische Operetten- und Opernsängerin († 1984)
- 23. Juli: Walter Burle Marx, brasilianischer Komponist, Pianist und Dirigent († 1990)
- 24. Juli: Hans Chemin-Petit, deutscher Komponist und Dirigent († 1981)
- 25. Juli: Hans Helfritz, deutscher Komponist, Musikwissenschaftler und Schriftsteller († 1995)
- 26. Juli: Gus Aiken, US-amerikanischer Jazz-Trompeter und Kornettist († 1973)
- 28. Juli: Jan Bouws, südafrikanischer Musikwissenschaftler († 1978)
- 29. Juli: Manlio Francia, argentinischer Geiger und Tangokomponist († 1981)
- 02. August: Hermann Killer, deutscher Musikwissenschaftler († 1990)
- 04. August: Fritz Mertel, österreichischer Orgelbauer († 1979)
- 04. August: Wilhelm Schönherr, deutscher Dirigent († 1975)
- 06. August: Michal Vilec, slowakischer Komponist, Dirigent und Pianist († 1979)
- 09. August: Solomon, englischer Pianist († 1988)
- 11. August: Anna Moncrieff, kanadische Pianistin und Musikpädagogin († 1995)
- 13. August: Georges Aeby, Schweizer Komponist und Professor († 1953)
- 16. August: Stefan Bolesław Poradowski, polnischer Komponist († 1967)
- 18. August: Julius Kalaš, tschechischer Komponist († 1967)
- 22. August: Gerhard Schwarz, deutscher Kirchenmusiker und Organist († 1995)

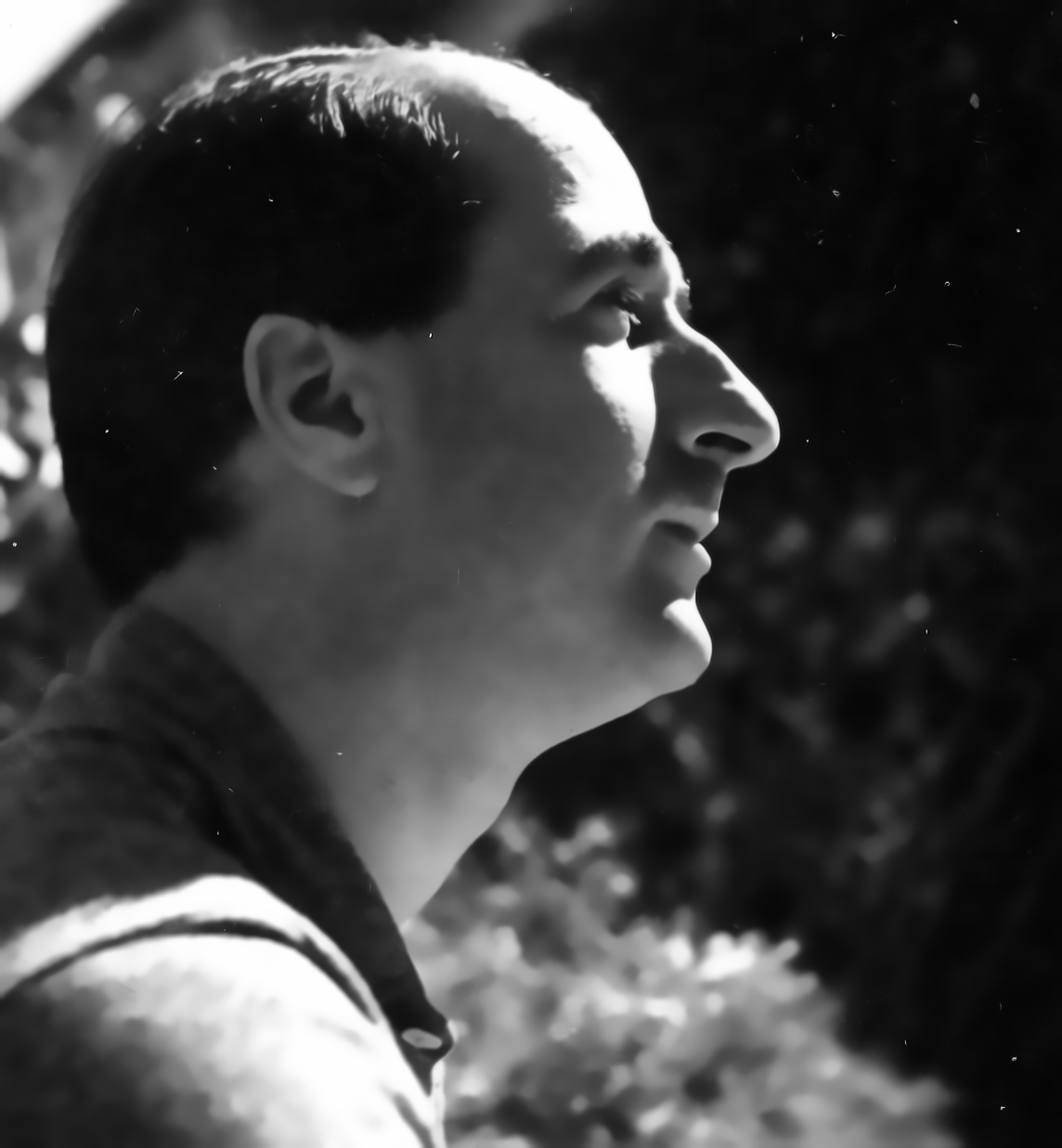
Stefan Wolpe; * 25. August

- 25. August: Stefan Wolpe, deutscher Komponist († 1972)
- 26. August: Sergei Balassanjan, sowjetischer Komponist († 1982)
- 27. August: Herbert Menges, englischer Komponist und Dirigent († 1972)
- 28. August: Katharina Mann, deutsche Konzertsängerin und Gesangspädagogin († nach 1954)
- 30. August: Karl-Anton Faßbender, deutscher Geiger und Musikpädagoge († 1972)
- 30. August: Arnold Walter, tschechisch-kanadischer Musikpädagoge und -schriftsteller († 1973)
- 30. August: Alfonso de Elías, mexikanischer Komponist († 1984)
- 09. September: Leopold Wlach, österreichischer Klarinettist und Klarinettenpädagoge († 1956)
- 14. September: Waldemar Frahm, deutscher Schauspieler und Sänger († 1969)
- 16. September: Anita Palmero, spanisch-argentinische Tangosängerin und Schauspielerin († 1987)
- 22. September: Lucien Sicotte, kanadischer Violinist und Musikpädagoge († 1943)
- 25. September: Jenő Takács, österreichischer Komponist und Pianist († 2005)
- 27. September: Theo Buchwald, peruanischer Dirigent († 1960)

### Oktober bis Dezember
- 05. Oktober: Michał Kondracki, polnischer Komponist († 1984)

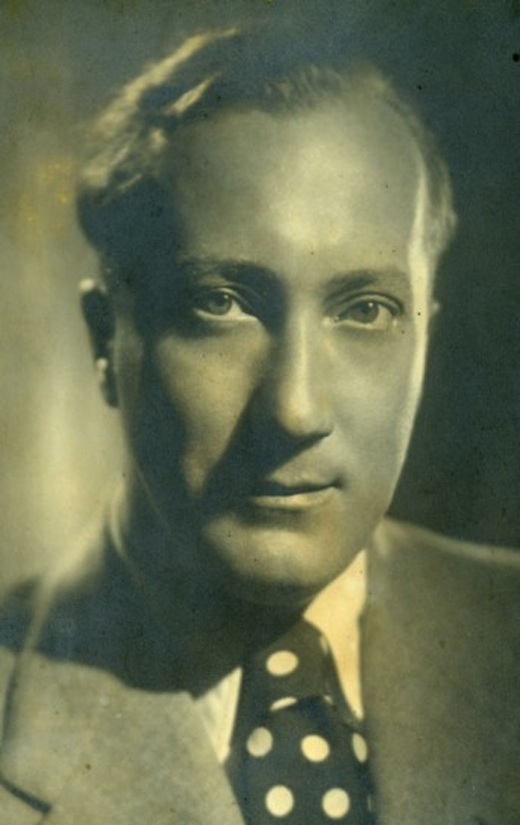
Bruno Balz; * 6. Oktober

- 06. Oktober: Bruno Balz, deutscher Text- und Schlagerdichter († 1988)
- 06. Oktober: Gui Mombaerts, belgischer Pianist und Musikpädagoge († 1993)
- 06. Oktober: Hoyt Ming, US-amerikanischer Old-Time-Musiker († 1985)
- 08. Oktober: Rodolfo Sciammarella, argentinischer Tangokomponist, -dichter und -pianist († 1973)
- 10. Oktober: Erwin Leuchter, argentinischer Musikwissenschaftler und Dirigent († 1973)
- 12. Oktober: Jimmy Archey, US-amerikanischer Posaunist und Bandleader († 1967)
- 15. Oktober: Andrij Schtoharenko, ukrainischer Komponist und Hochschullehrer († 1992)
- 16. Oktober: Robert Scholz, österreichisch-amerikanischer Pianist, Komponist, Dirigent und Musikpädagoge († 1986)
- 17. Oktober: Keisei Sakka, koreanisch-japanischer Musikwissenschaftler, Musikkritiker und Musikschriftsteller († 1994)
- 18. Oktober: Sergei Konjus, russischer Pianist und Komponist († 1988)
- 18. Oktober: Marija Sokil, ukrainische Opernsängerin († 1999)
- 25. Oktober: Eddie Lang, US-amerikanischer Jazz-Musiker († 1933)
- 26. Oktober: Vera Guilaroff, kanadische Pianistin und Komponistin († 1976)

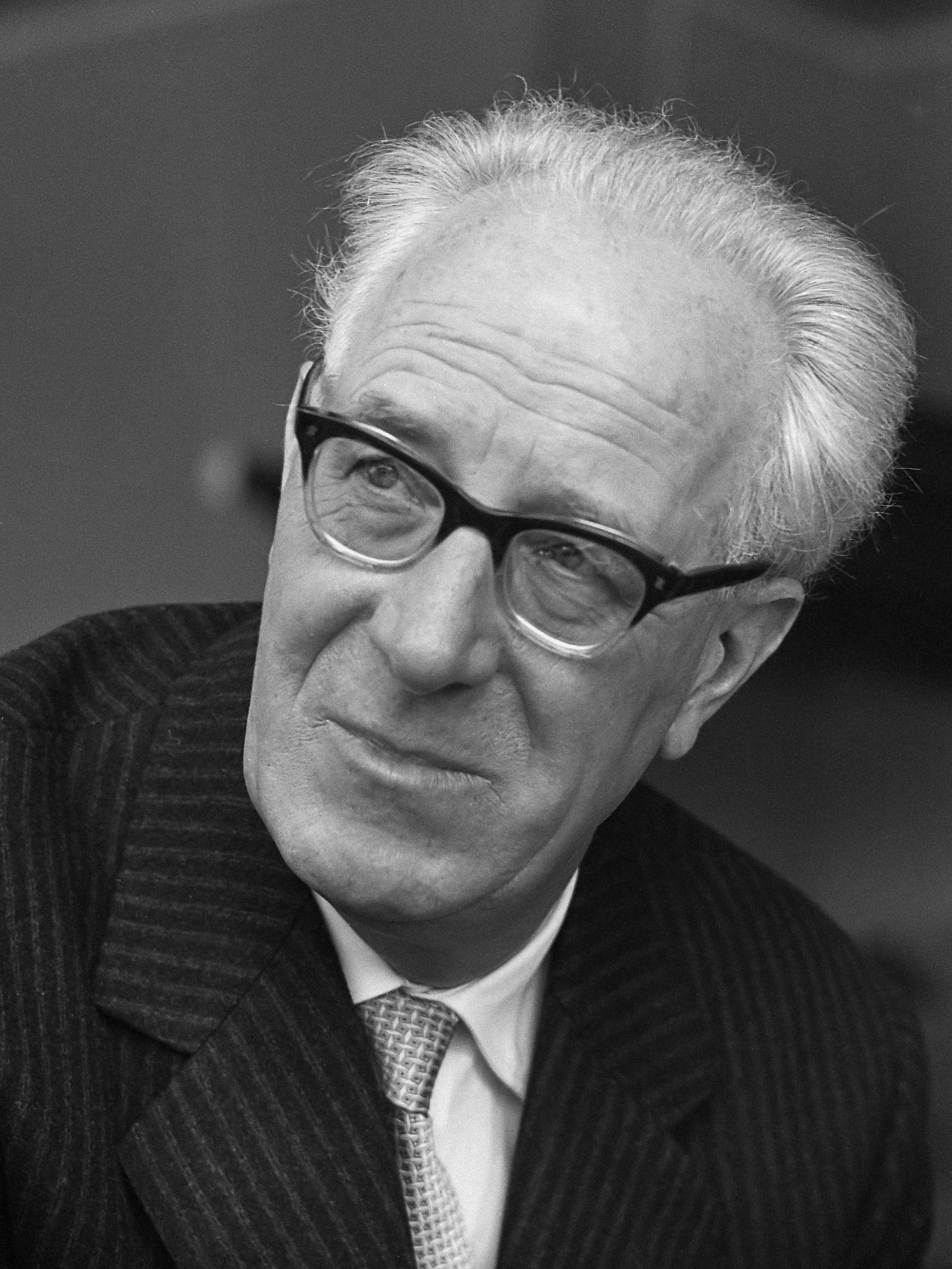
Eugen Jochum; * 1. November

- 01. November: Eugen Jochum, deutscher Dirigent († 1987)
- 03. November: Kurt Rasch, deutscher Komponist, Musikpädagoge und Tonmeister († 1986)
- 04. November: Frank Jenks, US-amerikanischer Schauspieler und Musiker († 1962)
- 05. November: Borrah Minevitch, russisch-amerikanischer Mundharmonikaspieler und Bandleader († 1955)
- 08. November: Heinz Evelt, deutscher Sänger, Theater- und Filmschauspieler († unbekannt)
- 10. November: Antonio María Valencia, kolumbianischer Komponist († 1952)
- 21. November: Harald Lie, norwegischer Komponist († 1942)
- 22. November: Emanuel Feuermann, österreichischer Cellist († 1942)
- 22. November: Ethel Smith, US-amerikanische Organistin († 1996)
- 24. November: Dina Teresa, portugiesische Schauspielerin und Sängerin († 1984)
- 29. November: Leopold Matthias Walzel, österreichischer Komponist und Musikkritiker († 1970)
- 02. Dezember: Maria Kruse, deutsche Malerin und Komponistin († 1990)
- 11. Dezember: Alfred Rosé, US-amerikanisch-kanadischer Pianist, Dirigent und Komponist († 1975)
- 12. Dezember: Engelbert Kaiser, deutscher Maler, Kirchenmusiker und Komponist († 1976)
- 13. Dezember: Paul Kurzbach, deutscher Komponist († 1997)
- 14. Dezember: Friedrich Buchholz, deutscher Kunsthistoriker und Kantor († 1967)
- 14. Dezember: Erich Hertzmann, deutsch-amerikanischer Musikwissenschaftler († 1963)
- 17. Dezember: Hans Bucek, österreichischer Toningenieur und Tontechniker († 1979)
- 21. Dezember: Anny Ahlers, deutsche Sängerin und Schauspielerin († 1933)
- 21. Dezember: Oskar Haarbrandt, deutscher Tontechniker († 1979)
- 21. Dezember: Peetie Wheatstraw, US-amerikanischer Blues-Musiker († 1941)
- 22. Dezember: Alfonso de Silva, peruanischer Komponist († 1937)
- 25. Dezember: Emanuel Punčochář, tschechischer Dirigent und Komponist († 1976)
- 28. Dezember: Hilmar Trede, deutscher Musikwissenschaftler († 1947)
- 28. Dezember: Michail Dawydowitsch Wolpin, sowjetischer Drehbuchautor und Liedtexter († 1988)
- 29. Dezember: Henry Vars, US-amerikanischer Filmkomponist polnischer Herkunft († 1977)

### Genaues Geburtsdatum unbekannt
- Garfield Akers, US-amerikanischer Bluesmusiker († zwischen 1953 und 1959)
- Yvonne Bovard, Schweizer Musikerin und Kommunistin († 1984)
- Douglas Cameron, englischer Cellist und Musikpädagoge († 1972)
- Louise Charpentier, französische Harfenistin und Komponistin († 1964)
- Fannie May Goosby, US-amerikanische Bluesmusikerin (Gesang, Piano, Songwriting) († nach 1934)
- Boris Greverus, deutscher Sänger († nach 1964)

## Gestorben

### Todesdatum gesichert
- 18. Januar: Filippo Marchetti, italienischer Komponist (* 1831)
- 20. Januar: Camilla Urso, französische Geigerin und Musikpädagogin (* 1842)
- 15. Februar: Leonhard Emil Bach, deutscher Pianist, Komponist und Musikpädagoge (* 1849)
- 19. März: Victor Langer, ungarischer Komponist (* 1842)
- 24. März: Wilhelm Stade, deutscher Organist, Dirigent und Komponist (* 1817)
- 04. April: Josef Ferch, rumäniendeutscher Komponist, Kirchenmusiker und Musikpädagoge (* 1840)
- 29. April: Anna Collin-Tobisch, österreichisch-niederländische Konzertsängerin, Gesangslehrerin und Chorleiterin (* 1836)
- 06. Mai: Heinrich Christian Steinmann, deutscher Bassposaunist und königlich preußischer Kammermusiker (* 1820)
- 10. Mai: Jean A. Duquette, kanadischer Geiger, Bratschist und Musikpädagoge (* 1853)
- 17. Juni: Karl Piutti, deutscher Komponist (* 1846)

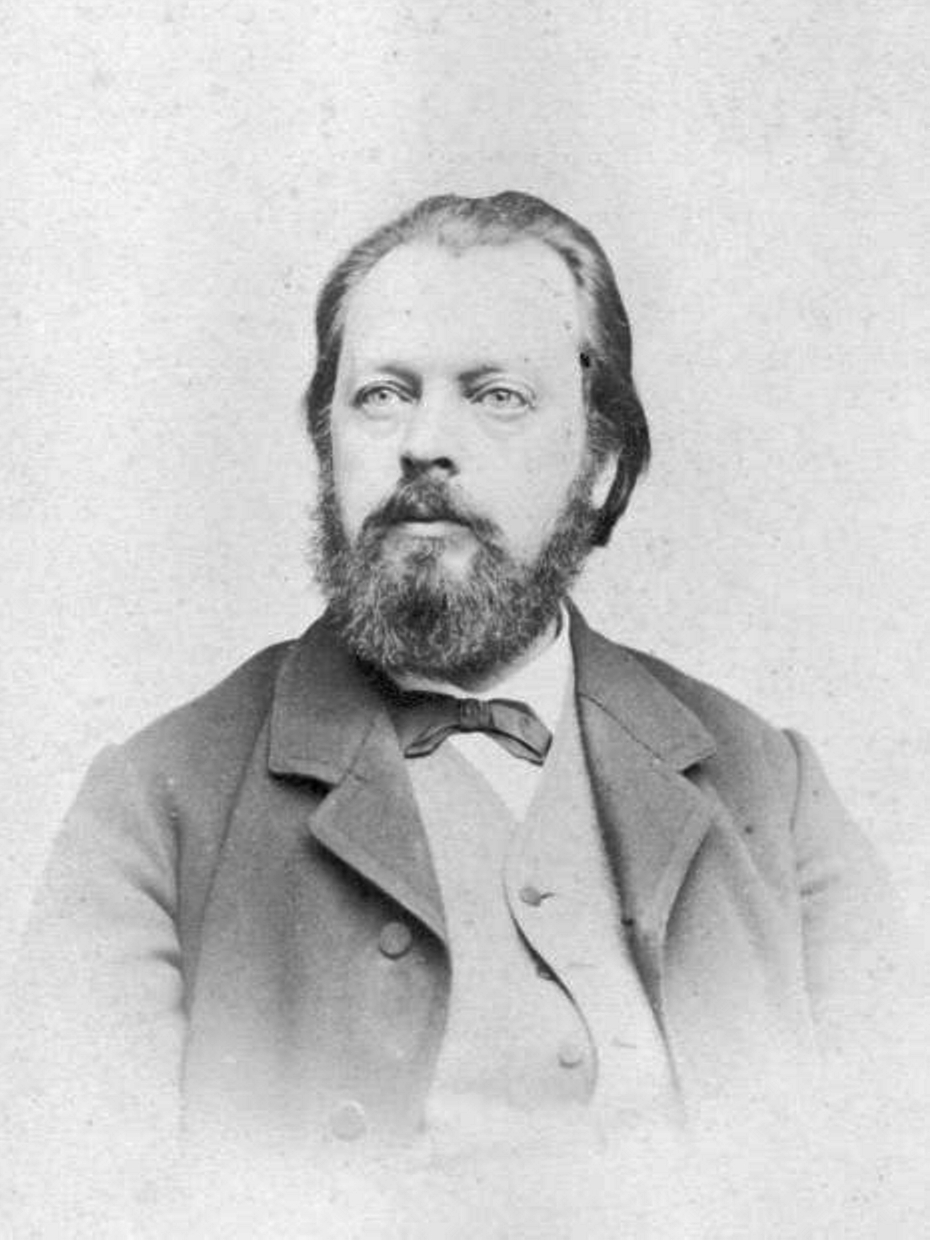
Caspar Joseph Brambach; † 19. Juni

- 19. Juni: Caspar Joseph Brambach, deutscher Komponist (* 1833)
- 22. Juni: Carl Ernst Becker, sorbisch-deutscher Lehrer, Autor, Übersetzer und Komponist (* 1822)
- 23. Juni: Sidonie Turba, österreichische Opernsängerin (Sopran) und Schauspielerin (* 1822)
- 02. Juli: Émery Lavigne, kanadischer Pianist, Organist und Musikpädagoge (* 1859)
- 05. Juli: John Stromberg, kanadischer Komponist, Pianist und Dirigent (* 1858)
- 06. Juli: Leopoldo Miguez, brasilianischer Komponist (* 1850)

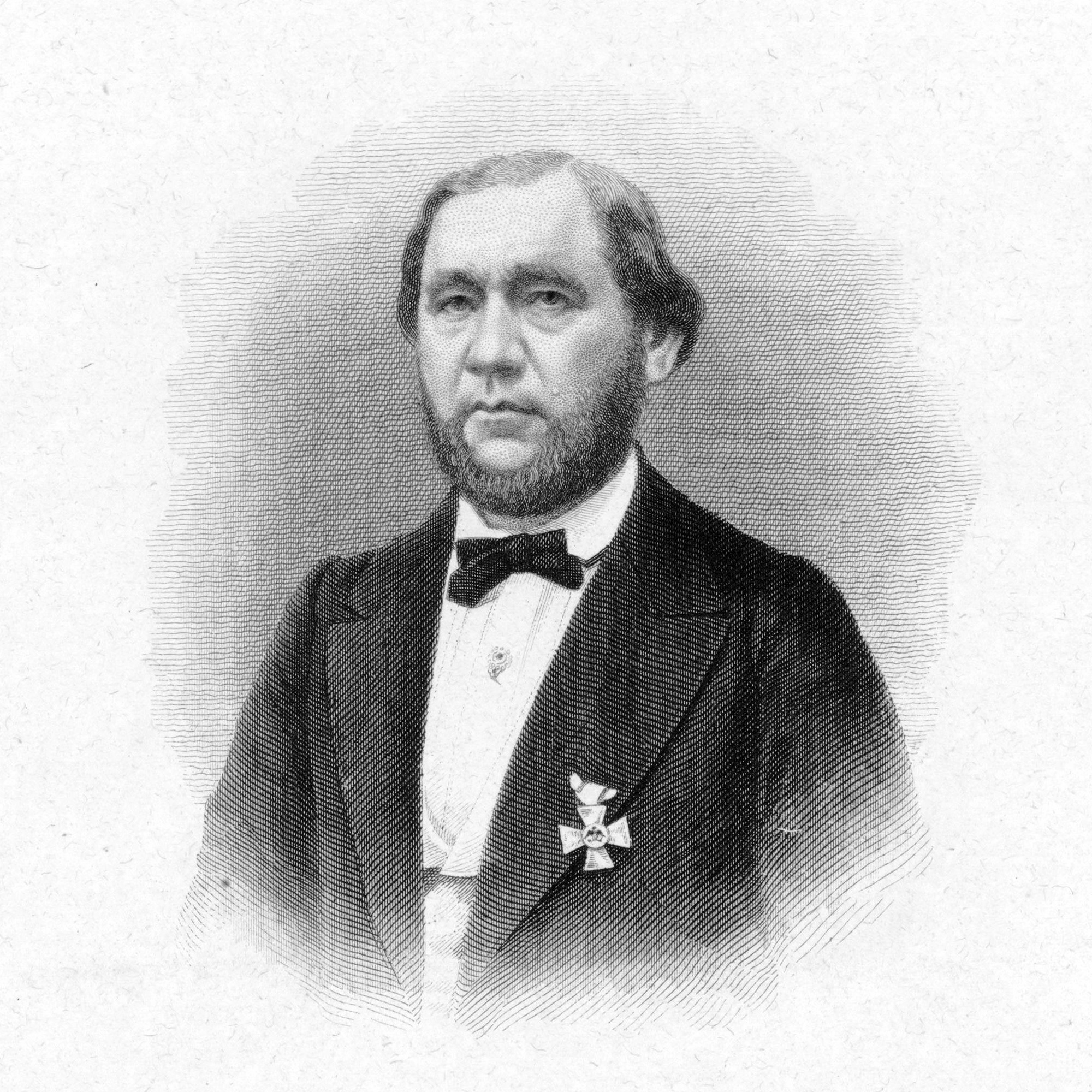
Benjamin Bilse; † 13. Juli

- 13. Juli: Benjamin Bilse, deutscher Kapellmeister und Komponist (* 1816)
- 16. Juli: Heinrich Hofmann, deutscher Komponist (* 1842)
- 16. Juli: Karl Ludwig Werner, deutscher Organist und Komponist (* 1862)
- 01. August: Frederick Augustus Packer, australischer Organist, Komponist und Musikpädagoge (* 1839)
- 03. August: August Klughardt, deutscher Komponist und Dirigent (* 1847)
- 07. September: Franz Wüllner, deutscher Komponist und Dirigent (* 1832)
- 11. September: Émile Bernard, französischer Organist und Komponist (* 1843)
- 13. September: Josef Gabler, österreichischer, römisch-katholischer Priester und Hymnologe (* 1824)
- 28. September: Iosif Ivanovici, rumänischer Komponist (* um 1845)
- 31. Oktober: Jean-Baptiste Colyns, belgischer Violinist, Musikpädagoge und Komponist (* 1834)
- 04. November: Dory Petersen, deutsche Pianistin und Musikpädagogin (* 1860)
- 23. Dezember: Michael Eduard Surläuly, Schweizer Komponist, Dirigent, Chorleiter und Musikdirektor (* 1844)
- 27. Dezember: Agathe Plitt, deutsche Pianistin, Klavierlehrerin und Komponistin (* 1831)
- 29. Dezember: Auguste Podesta, deutsche Opernsängerin (Sopran) (* 1827)

### Genaues Todesdatum unbekannt
- Gabriel Desmoulins, französischer Komponist, Organist und Musikpädagoge (* 1842)
- Friedrich Christian Homilius, russlanddeutscher Hornist und Professor (* 1813)
- Friedrich August Meinel, deutscher Flötist, Kammermusiker in der Königlichen Hofkapelle Dresden und Musikpädagoge (* 1827)